# Patentbesvärsrätten
Patentbesvärsrätten var mellan 1977 och 2016 en fristående specialdomstol som prövade överklaganden av beslut som fattats av Patent- och registreringsverket i ärenden om patent, varumärken och mönster samt namn och utgivningsbevis. Domstolen överprövade också Statens jordbruksverks beslut i ärenden om växtsortsskydd. Ordinarie domare vid Patentbesvärsrätten hade titeln patenträttsråd.
Domstolen var belägen i Garnisonen på Karlavägen 108 i Stockholm.
Riksdagen beslutade i mars 2016 om inrättande av en patent- och marknadsdomstol från den 1 september 2016.  Patentbesvärsrättens mål som rörde namn och utgivningsbevis överfördes till allmän förvaltningsdomstol, och återstoden av Patentbesvärsrättens mål överfördes till Patent- och marknadsdomstolen; Marknadsdomstolens verksamhet överfördes i sin helhet.